# Canton de Saint-Julien-de-Vouvantes
Le canton de Saint-Julien-de-Vouvantes est une ancienne circonscription électorale française, située dans le département de la Loire-Atlantique (région Pays de la Loire).

## Histoire
- De 1833 à 1848, les cantons de Moisdon-la-Rivière et de Saint-Julien-de-Vouvantes avaient le même conseiller général. Le nombre de conseillers généraux était limité à 30 par département[1].

## Administration

### Conseillers généraux de 1833 à 2015
| Période    | Période          | Identité                                                   | Étiquette                      | Qualité                                                                                          |
| ---------- | ---------------- | ---------------------------------------------------------- | ------------------------------ | ------------------------------------------------------------------------------------------------ |
| 1833       | 1833 (démission) | Baron Armand Le Roy de La Trochardais (1776-1838)          |                                | Propriétaire à Châteaubriant                                                                     |
| 1833       | 1842             | Louis René Julien Brossays Vicomte de Combourg (1768-1843) |                                | Ancien Payeur aux Armées, propriétaire, maire de Châteaubriant                                   |
| 1842       | 1848             | Xavier Maire (1798-?)                                      |                                | Directeur de forges à Moisdon                                                                    |
| 1848       | 1852             | François Lejeune                                           |                                | Propriétaire, juge de paix du canton de Saint-Julien-de-Vouvantes, conseiller d'arrondissement   |
| 1855       | 1881 (décès)     | Auguste Leroux                                             | Républicain                    | Propriétaire                                                                                     |
| 1881       | 1883             | Alexandre Bazin                                            | Républicain                    | Adjoint au maire de Saint-Julien-de-Vouvantes                                                    |
| 1883       | 1916 (décès)     | Comte Fernand de Breil de Pontbriand                       | Monarchiste Libéral            | Propriétaire agriculteur - Maire d'Erbray Député (1889-1901) - Sénateur (1901-1916)              |
| 1916       | 1919             | siège vacant                                               |                                |                                                                                                  |
| 1919       | 1921 (décès)     | Comte Henri de Breil de Pontbriand (1883-1921)             | Conservateur                   | Propriétaire du château de La Haye-Besnou à Erbray décédé après avoir été gazé pendant la guerre |
| 1921       | 1940             | Vicomte Ferdinand de Charette de la Contrie (1882-1952)    | Conservateur                   | Propriétaire du château Maire de La Chapelle-Glain Nommé conseiller départemental en 1943        |
|            |                  |                                                            |                                |                                                                                                  |
| 1945       | 1952 (décès)     | Ferdinand de Charette de la Contrie (1882-1952)            | DVD                            | Maire de La Chapelle-Glain                                                                       |
| 4 mai 1952 | 1976             | Francis Le Doze                                            | MRP puis CD puis Rad. puis MRG | Médecin Maire de Saint-Julien-de-Vouvantes (1953-1977)                                           |
| 1976       | 2001             | Raymond Lebossé                                            | DVD puis UDF-CDS               | Entrepreneur Maire d'Erbray (1983-1995)                                                          |
| 2001       | 2015             | Jean Poulain                                               | DVG                            | Agriculteur Maire d'Erbray (1995-2008)                                                           |

### Conseillers d'arrondissement (de 1833 à 1940)
| Période | Période | Identité                                     | Étiquette                | Qualité |
| ------- | ------- | -------------------------------------------- | ------------------------ | --- |
| 1833    | 1839    | M. Roul                                      |                          | Propriétaire à Saint-Julien-de-Vouvantes                                                                    |
| 1839    | 1848    | François Lejeune                             |                          | Maire de Saint-Julien-de-Vouvantes                                                                          |
|         |         |                                              |                          | |
| 1904    | 1919    | Édouard Bazin (1857-1920)                    | Républicain progressiste | Maire de Saint-Julien-de-Vouvantes                                                                          |
| 1919    | 1928    | Marquis Henry de Balby de Vernon (1870-1947) | Droite                   | Maire de Saint-Julien-de-Vouvantes                                                                          |
| 1928    | 1934    | Ludovic Lamoureux                            | Républicain libéral      | Notaire, maire de Saint-Julien-de-Vouvantes                                                                 |
| 1934    | 1940    | Marquis Henry de Balby de Vernon             | Droite                   | Maire de Saint-Julien-de-Vouvantes                                                                          |
| 1940    |         |                                              |                          | Les conseils d'arrondissement ont été suspendus par la loi du 12 octobre 1940 et n'ont jamais été réactivés |

## Composition
Les données présentées sont issues des études de l'Insee.
| Nom                                   | Code Insee | Intercommunalité        | Superficie (km2) | Population (dernière pop. légale) | Densité (hab./km2) |
| ------------------------------------- | ---------- | ----------------------- | ---------------- | --------------------------------- | ------------------ |
| Saint-Julien-de-Vouvantes (chef-lieu) | 44170      | CC Châteaubriant-Derval | 25,60            | 952 (2014)                        | 37                 |
| La Chapelle-Glain                     | 44031      | CC Châteaubriant-Derval | 34,50            | 822 (2014)                        | 24                 |
| Erbray                                | 44054      | CC Châteaubriant-Derval | 58,18            | 2 943 (2014)                      | 51                 |
| Juigné-des-Moutiers                   | 44078      | CC Châteaubriant-Derval | 24,65            | 354 (2014)                        | 14                 |
| Petit-Auverné                         | 44121      | CC Châteaubriant-Derval | 22,53            | 423 (2014)                        | 19                 |

## Démographie
| 1962  | 1968  | 1975  | 1982  | 1990  | 1999  |
| ----- | ----- | ----- | ----- | ----- | ----- |
| 5 067 | 4 908 | 4 627 | 4 817 | 4 904 | 4 696 |

| 2006  | 2007  | 2008  | 2009  | 2010  | - |
| ----- | ----- | ----- | ----- | ----- | - |
| 5 113 | 5 219 | 5 292 | 5 380 | 5 472 | - |